# Leptopelis broadleyi
Leptopelis broadleyi es una especie de anfibios de la familia Arthroleptidae.
Habita en Malaui, Mozambique y Zimbabue.
Su hábitat natural incluye sabanas húmedas, jardines rurales y zonas previamente boscosas muy degradadas.